# Cylindrepomus cicindeloides
Cylindrepomus cicindeloides är en skalbaggsart som beskrevs av Schwarzer 1926. Cylindrepomus cicindeloides ingår i släktet Cylindrepomus och familjen långhorningar.
Artens utbredningsområde är Filippinerna. Inga underarter finns listade i Catalogue of Life.